# Гастон Лагаф
Гастон Лагаф е главен герой в хумористичен комикс със същото име, създаден през 1957 от Андре Франкен, създател и на Марсупилами и аниматор на Спиру и Фантазио.